# Список керівників держав 340 року
Список керівників держав 340 року — це перелік правителів країн світу 340 року
Список керівників держав 339 року — 340 рік — Список керівників держав 341 року — Список керівників держав за роками

## Європа
- Боспорська держава — цар Рескупорід VI (303–342)
- Думнонія — король Донольт (305–340), його змінив племінник король Конан Меріадок ап Герайнт (340–387)
- Ірландія — верховний король Муйредах Тірех (326–356)
- Римська імперія
  - на сході правив римський імператор Констанцій II (337–361)
  - у західній Європі правив імператор Костянтин II (337–340)
  - в Італії, Африці та на Балканах править імператор Констант (337–350)
- Святий Престол — папа римський Юлій I (337–352)

## Азія
- Велика Вірменія — цар Тиран (339–350)
- Диньяваді (династія Сур'я) — раджа Мандала Сур'я (313–375)
- Іберійське царство — цар Міріан III (284–361)
- Індія
  - Царство Вакатаків — імператор Рудрасена I (330–355)
  - Імперія Гуптів — магараджа Самудрагупта (335–380)
  - Західні Кшатрапи — махакшатрап Рудрасимха II (304–348)
  - Кушанська імперія — великий імператор Шака I (325–345)
  - Династія Паллавів  — махараджа Сімха-варман I (315–345)
  - Раджарата — раджа Джетта Тісса II (332–341)
- Китай (Період шістнадцяти держав)
  - Династія Дай — цар Тоба Шеігянь (338–377)
  - Династія Пізня Чжао — ван Ші Ху (334–349)
  - Династія Рання Лян — князь Чжан Цзюнь (324–346)
  - Династія Рання Янь — імператор Мужун Хуань (337–348)
  - Тогон — Муюн Ціянь (329–351)
  - Династія Цзінь — імператор Сима Янь (Чен-ді) (325–342)
  - Династія Чен — імператор Лі Шоу (338–343)
- Корея
  - Кая (племінний союз) — кимгван Коджіль (291–346)
  - Когурьо — тхеван (король) Когугвон (331–371)
  - Пекче — король Пірю (304–344)
  - Сілла — ісагим (король) Хирхе (310–356)
- Паган — король Пайк Тінлі (324–344)
- Персія
  - Держава Сасанідів — шахіншах Шапур II (309–379)
- Сипау (Онг Паун) — Со Хом Па (309–347)
- Хим'яр — цар Таран Їханим (315–340), його змінив цар Малкікариб Їханим I (340–345)
- Чампа — князь Фан Вень (336–349)
- Японія — імператор Нінтоку (313–399)

## Африка
- Аксумське царство — негус Езана (330–356)
- Царство Куш — цар Акедакетівал (329–340)

## Північна Америка
- Цивілізація Майя
  - місто Тікаль — цар Кинич-Муван-Холь I (317–359)